# 知床岬灯台
知床岬灯台（しれとこみさきとうだい）は北海道斜里郡斜里町大字遠音別村字岩尾別にあるコンクリート造の灯台で、オホーツク海に突き出した知床半島知床岬に立つ。
日本の灯台50選に選ばれている同灯台は知床国立公園の特別保護地区内にあり、通常は観光船で海上から望遠することしかできない。

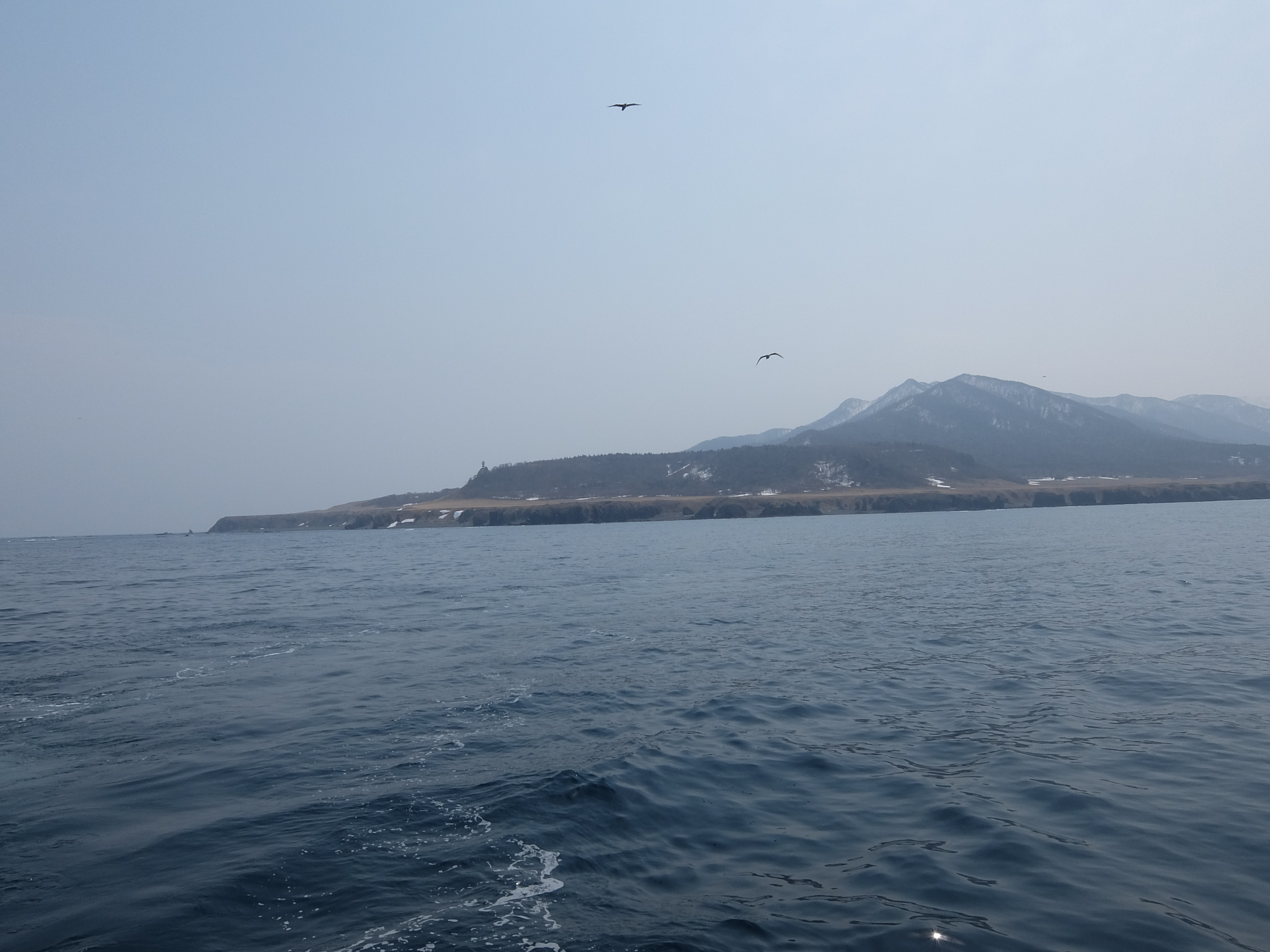
知床岬にある知床岬灯台の様子 中央左側に灯台が見える （2015年4月）

## 歴史
- 1963年（昭和38年）10月15日 - ディーゼル発電による電化灯台として初点灯
- 2008年（平成20年）10月16日 - 太陽光発電・LEDに切り替え[1]。切り替え前は北海道内で唯一のディーゼル発電による給電方式で、発電用の軽油は2カ月に1回補給され、年間 3800 L を使用していた[2]。

## 携帯基地局設置計画
知床岬周辺は知床国立公園特別保護地区内のため、原則として新たな鉄塔などの建設は禁止されている。この様な事情から海上を含む知床岬周辺は各携帯電話会社における通信可能エリア外となっている。
2022年4月に発生した知床遊覧船沈没事故を受けて、知床岬周辺での緊急通報を可能にする観点から日本政府や総務省などは同岬での携帯電話通信エリアを拡大する方針を示しており、容易に設置が出来るとされる本灯台周辺が携帯電話基地局設置候補の1つとして有力視されていると同年6月に報じられた。
しかし、天然記念物で設置候補地周辺に生息しているオジロワシへの影響を懸念する声が相次ぎ、国や通信事業者は一旦工事を中断することになった。
2024年10月、政府は「もともとの計画で工事を進めるのは困難」として、当初の計画を断念することを明らかにした。